# Улица Жабинского (Чернигов)
Улица Жабинского (укр. Вулиця Жабинського) — улица в Новозаводском районе города Чернигова. Пролегает от тупика возле улицы Ивана Мазепы до улицы Старобелоусская.
Примыкают проспект Победы, переулок Вокзальный.

## История
В начале 1930-х годов на месте современной улицы была проложена дорога вдоль товарного двора железнодорожной станции. В 1960-х годах получила название Вокзальная улица — из-за близости к ж/д вокзалу. 
В 1983 году улица получила современное название — в честь Героя Советского Союза, уроженца Чернигова Дмитрия Ивановича Жабинского.
Парная сторона улицы, что севернее проспекта Победы, начала застраиваться комплексом 10-этажных домов в 2010-х годах — в 2016 году введён в эксплуатацию первый дом.

## Застройка
Начало улицы парная и непарная стороны заняты чередующимися многоэтажной жилой (5-этажные и 10-этажные дома, один 14-этажный) и нежилой (территория рынка, хлебокомбината, склады, магазины непродовольственных продуктов) застройкой. Конец улицы парная и непарная стороны заняты усадебной застройкой, частично малоэтажной жилой (один 2-этажный дом). Начало улицы парная сторона занята территорией Привокзального рынка (проспект Победы № 13). 
На углу улицы Жабинского и Вокзального переулка расположен стадион «Локомотив». Между малоэтажной жилой застройкой улицы Привокзалная и многоэтажный жилой застройкой улицы Жабинского расположен Железнодорожный парк.
Учреждения:
1. дом № 2/6 — Черниговская таможня
2. дом № 11 — Черниговский комбинат хлебопродуктов № 1
3. дом № 15 — КП «Черниговводоканал»
4. дом № 15 А — Черниговский стрелково-спортивный клуб
5. дом № 19 — стадион «Локомотив»
6. дом № 21 — пожарная часть ДПРЧ-2

Напротив стадиона «Локомотив» расположен ряд исторических зданий, что не являются памятниками архитектуры или истории — четыре усадебных дома (№№ 4, 6, 8, 10).
Мемориальные доски:
1. дом № 2/6 — Герою Советского Союза Дмитрию Ивановичу Жабинскому — комментарий именования улицы
2. дом № 21 — подполковнику, участнику ликвидации аварии на ЧАЭС Григоренку Анатолию — на доме пожарной части, которой руководил